# Andrei Tushkov
Bản mẫu:Eastern Slavic name
Andrei Aleksandrovich Tushkov (tiếng Nga: Андрей Александрович Тушков; sinh ngày 6 tháng 1 năm 1999) là một cầu thủ bóng đá người Nga thi đấu cho FC Ural-2 Yekaterinburg.

## Sự nghiệp câu lạc bộ
Anh có màn ra mắt tại Giải bóng đá chuyên nghiệp quốc gia Nga cho FC Ural-2 Yekaterinburg vào ngày 8 tháng 9 năm 2017 trong trận đấu với FC Nosta Novotroitsk.